# 归义县 (东魏)
归义县，中国古县名。
东魏武定七年（549年）置义塘郡，领义塘、归义、怀仁3县。隋朝开皇三年（583年），废入怀仁县，故治在今江苏省赣榆县盐仓城。